# Montenero di Bisaccia
Montenero di Bisaccia é uma comuna italiana da região do Molise, província de Campobasso, com cerca de 6.685 habitantes. Estende-se por uma área de 92 km², tendo uma densidade populacional de 73 hab/km². Faz fronteira com Cupello (CH), Guglionesi, Lentella (CH), Mafalda, Montecilfone, Palata, Petacciato, San Felice del Molise, San Salvo (CH), Tavenna.

## Demografia
| Variação demográfica do município entre 1861 e 2011                               |
|                                                                                   |
| Fonte: Istituto Nazionale di Statistica (ISTAT) - Elaboração gráfica da Wikipedia |